# Rheingärtchen

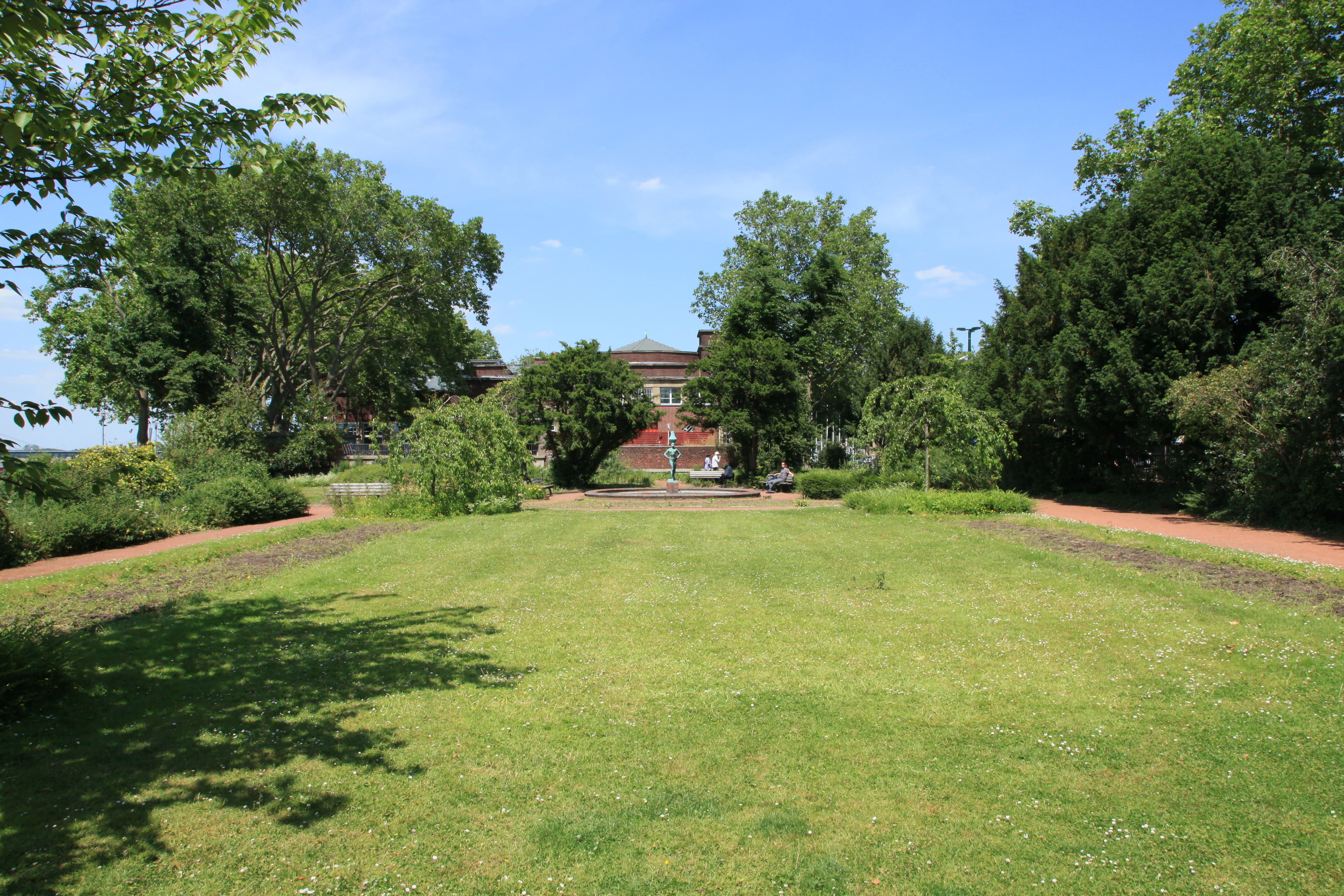
Rheingärtchen, Blick über die Hauptachse nach Norden auf die Skulptur Die Nubierin, im Hintergrund die Rheinterrasse (Zustand ein Jahr nach dem Gewittersturm Ela und ohne Zierbepflanzung, Juni 2015)

Das Rheingärtchen ist ein Parterre und Ziergarten der 1920er Jahre am Rheinufer in Düsseldorf-Pempelfort.

## Geschichte
Das rund 5000 Quadratmeter große Rheingärtchen liegt oberhalb einer geböschten Uferschutzmauer und erstreckt sich entlang der rheinseitigen Fassade des Museums Kunstpalast am Joseph-Beuys-Ufer. Im Norden grenzt es an das Veranstaltungsgebäude Rheinterrasse, im Süden an die Anlage des  Ulanendenkmals des Bildhauers Richard Langer. Wie das Ulanendenkmal, ein Reiterstandbild zur Erinnerung an das einst in Düsseldorf stationierte Westfälische Ulanen-Regiment Nr. 5, entstand das Rheingärtchen im Gefolge der GeSoLei, einer Messe, die 1926 in Düsseldorf veranstaltet worden war und als die größte Ausstellung der Weimarer Republik gilt.
- Plastiken von Bernhard Sopher

"Plastiken
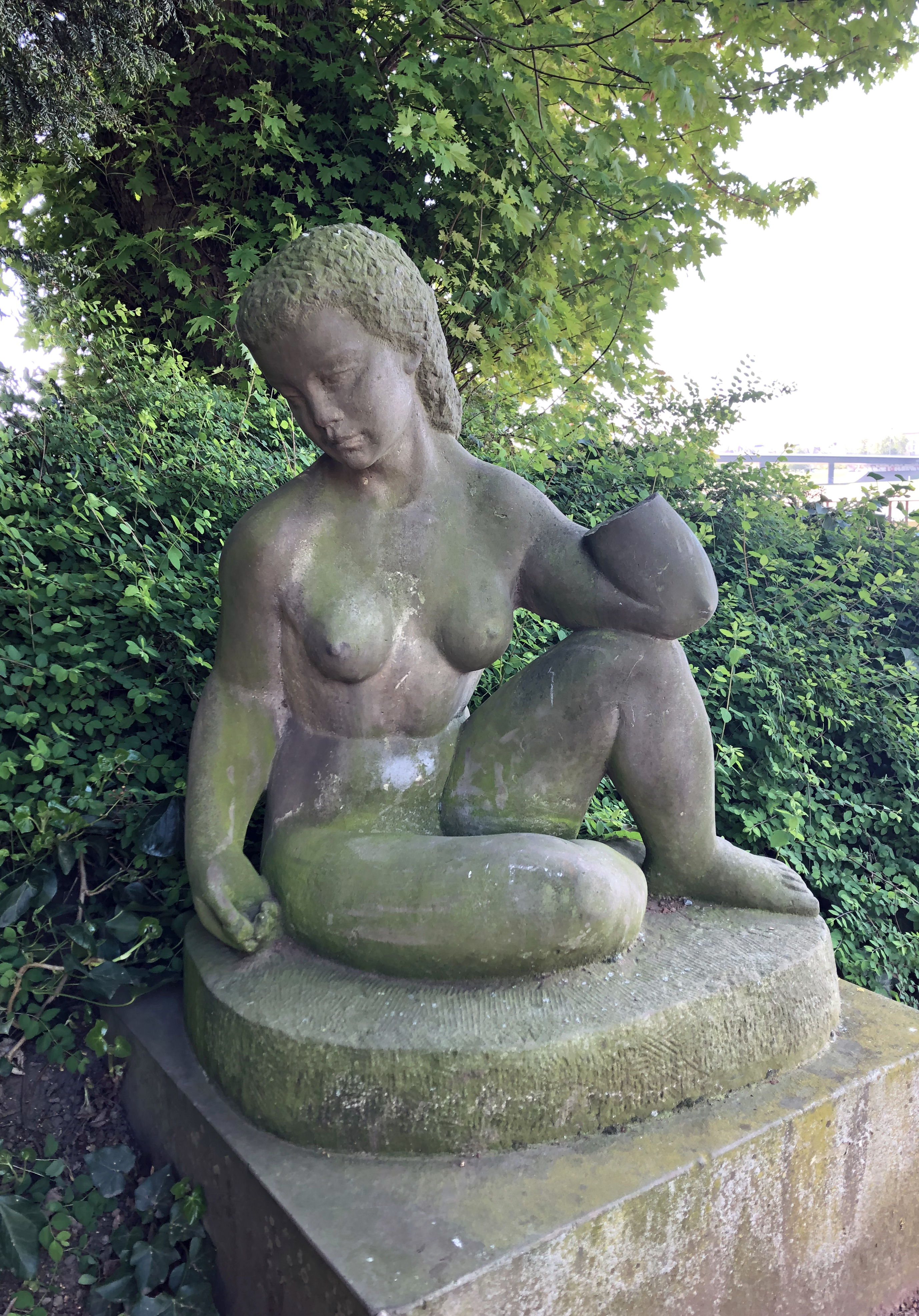
Die Knöchelspielerin
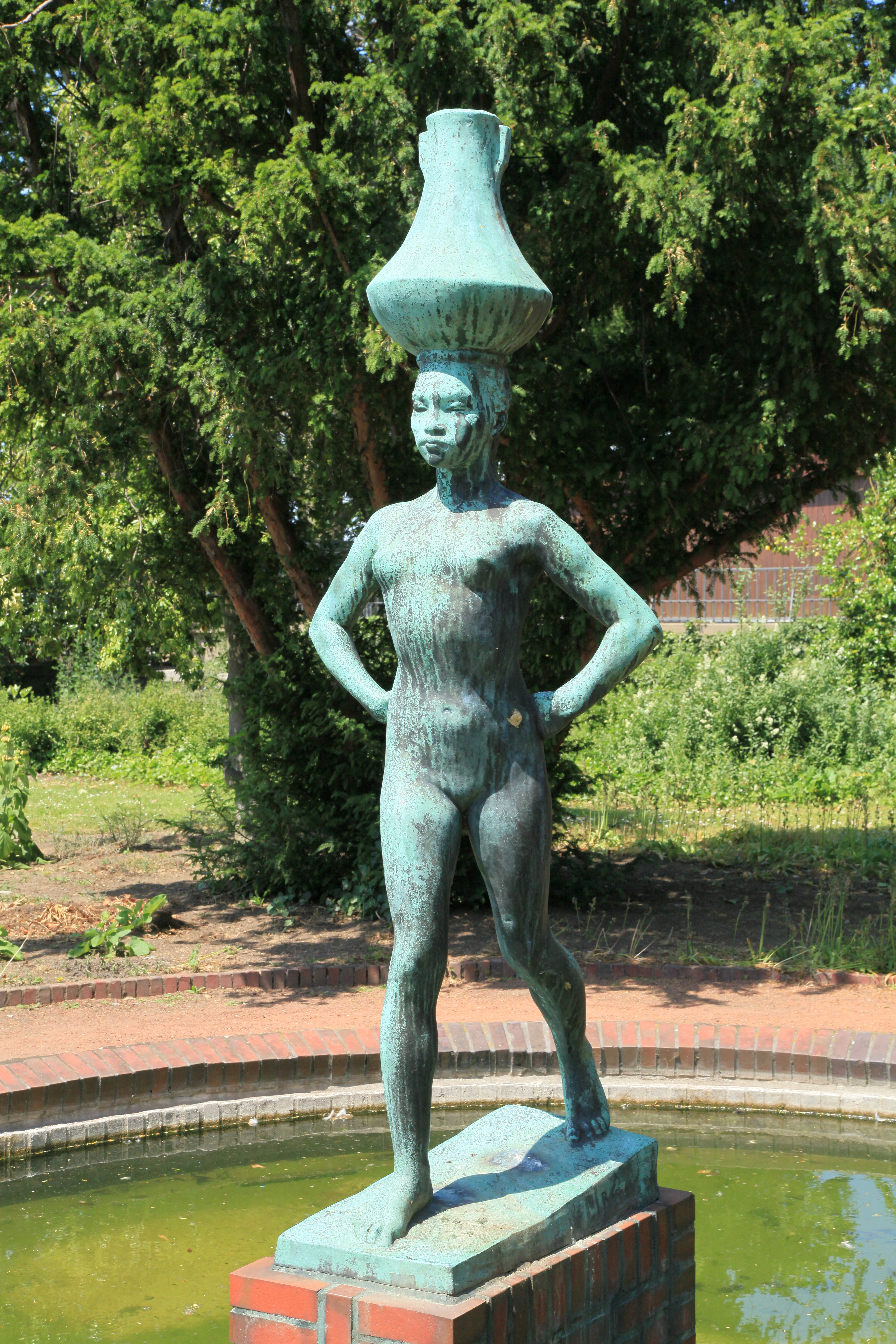
Die Nubierin

Der Entwurf des Rheingärtchens datiert auf den 26. Februar 1927 und geht auf die Gartenarchitekten Walter von Engelhardt und Johann Heinrich Küchler (1888–1984) zurück, die zeitgleich auch den Rheinpark Golzheim nördlich der Rheinterrasse konzipierten. Im Unterschied zu den weitläufigen Rasenflächen des Rheinparks, die dem Gedanken des Volksparks folgend einen multifunktionalen Spiel- und Bewegungsraum bilden, sollte das Rheingärtchen einem „behaglichen Hausgarten“ entsprechen. Als ein intimer Ort der Ruhe und Muße ist er durch Mauern und Zäune, Hecken, Sträucher und Bäume eingefasst. Im Innern gliedert er sich entlang einer Hauptachse durch ein rechtwinkliges Wegesystem in mehrere Abschnitte: Im Norden liegt ein Bereich mit einem ovalen Wasserbecken, in dem 1928 Bernhard Sophers Bronzeskulptur Die Nubierin aufgestellt wurde, in der Mitte finden sich von geometrischen Rabatten gerahmte Rasenflächen, denen als Aussichtsplattform zum Rhein hin ein Bereich mit Sitzbänken vorgelagert ist, im Süden folgt eine kleine Anlage mit Blumenbeeten, an deren Südseite eine von Hermann Isenmann geschaffene Nachbildung von Sophers Knöchelspielerin  aus Obernkirchener Sandstein aufgestellt ist. Die 1926 geschaffene bronzene Erstanfertigung der Statue befindet sich seit 1961 im Essener Folkwang-Museum.
Die Geometrie des Gartens, die auf eine flächige, eher nüchterne Wirkung angelegt ist, zeigt typische Motive des Werks Engelhardts dieser Zeit und folgt den Gestaltungsprinzipien, die Engelhardt 1925 im benachbarten Ehrenhof verwirklichte. Wie ein Gemälde des Düsseldorfer Genre- und Interieurmalers Alexander Bertrand aus dem Jahr 1931 überliefert, standen in dem Rheingärtchen einst weiße Kästen mit hellrosa Hortensien, die als Kübelpflanzen in gleichen Abständen aufgestellt waren, um die architektonische Wirkung des Gartens zu unterstützen.
Die historische Gartenanlage wurde am 30. März 1993 unter Denkmalschutz gestellt. Durch den Gewittersturm Ela verlor das Rheingärtchen im Jahr 2014 insgesamt 17 Bäume. Auch historische Sträucher, der Zaun und die historische Wegeinfassung waren von dem Unwetter betroffen. Die Ersatzpflanzungen begannen im Frühjahr 2016.

Rheingärtchen, Winter 2019
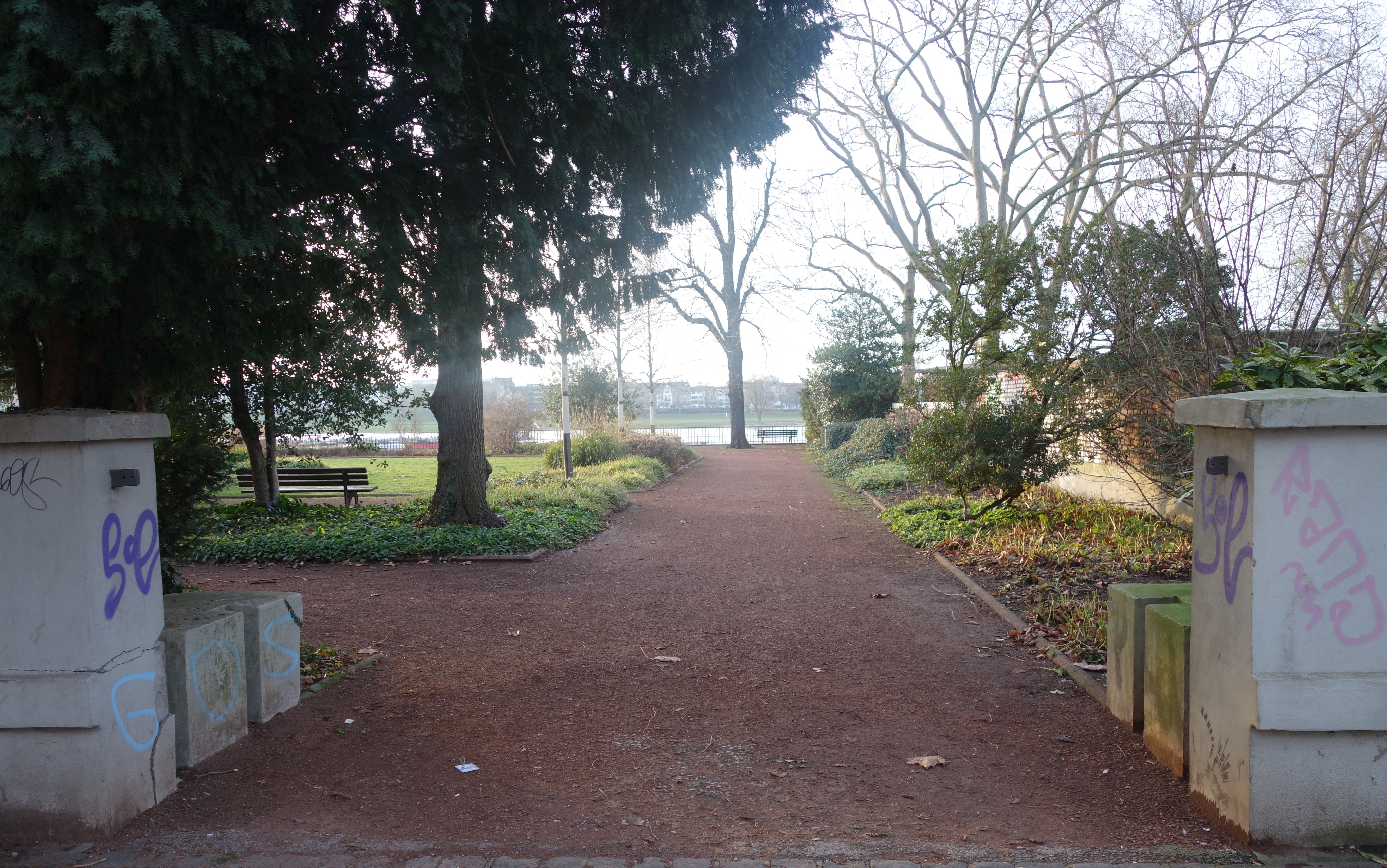
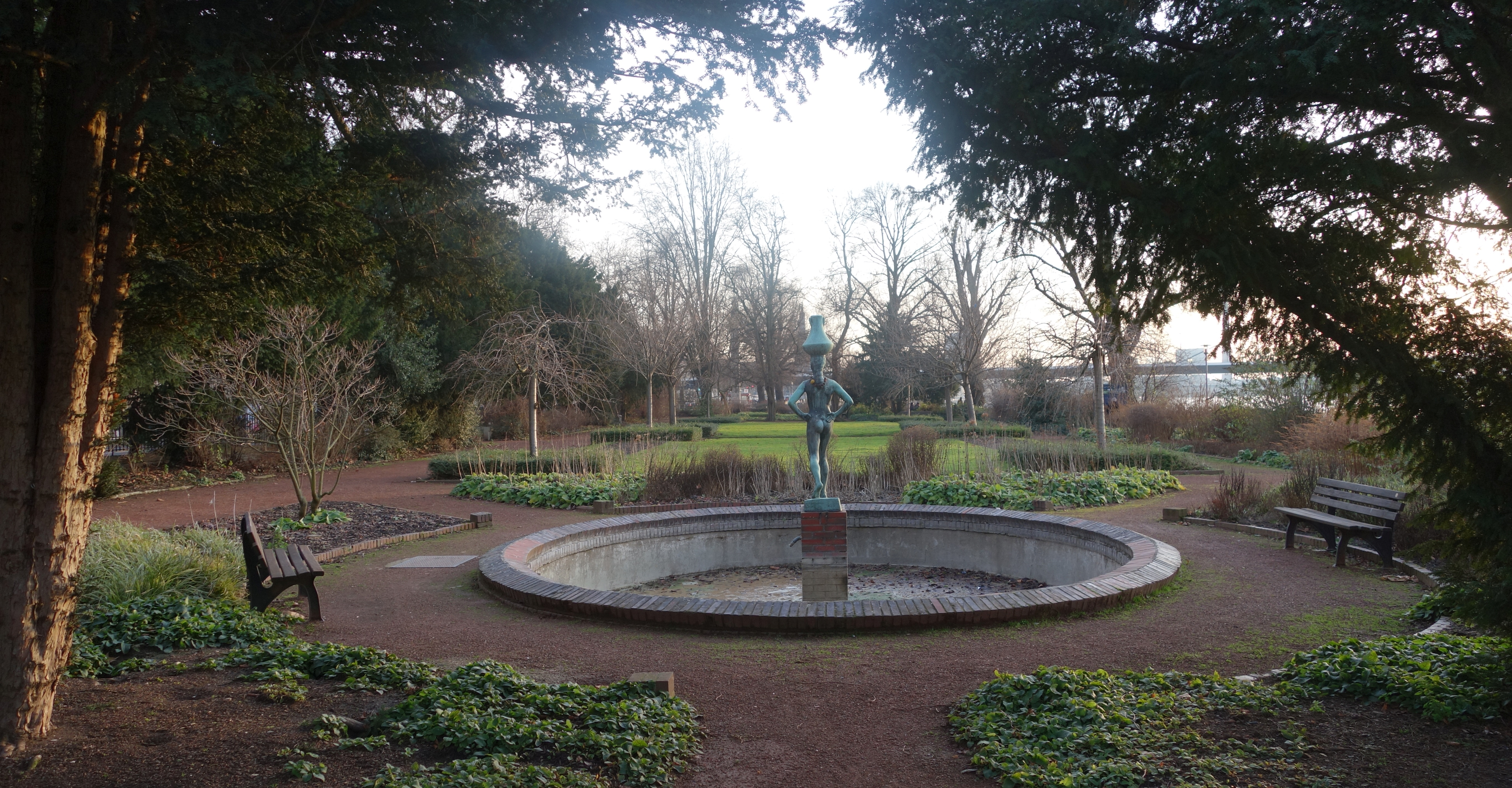
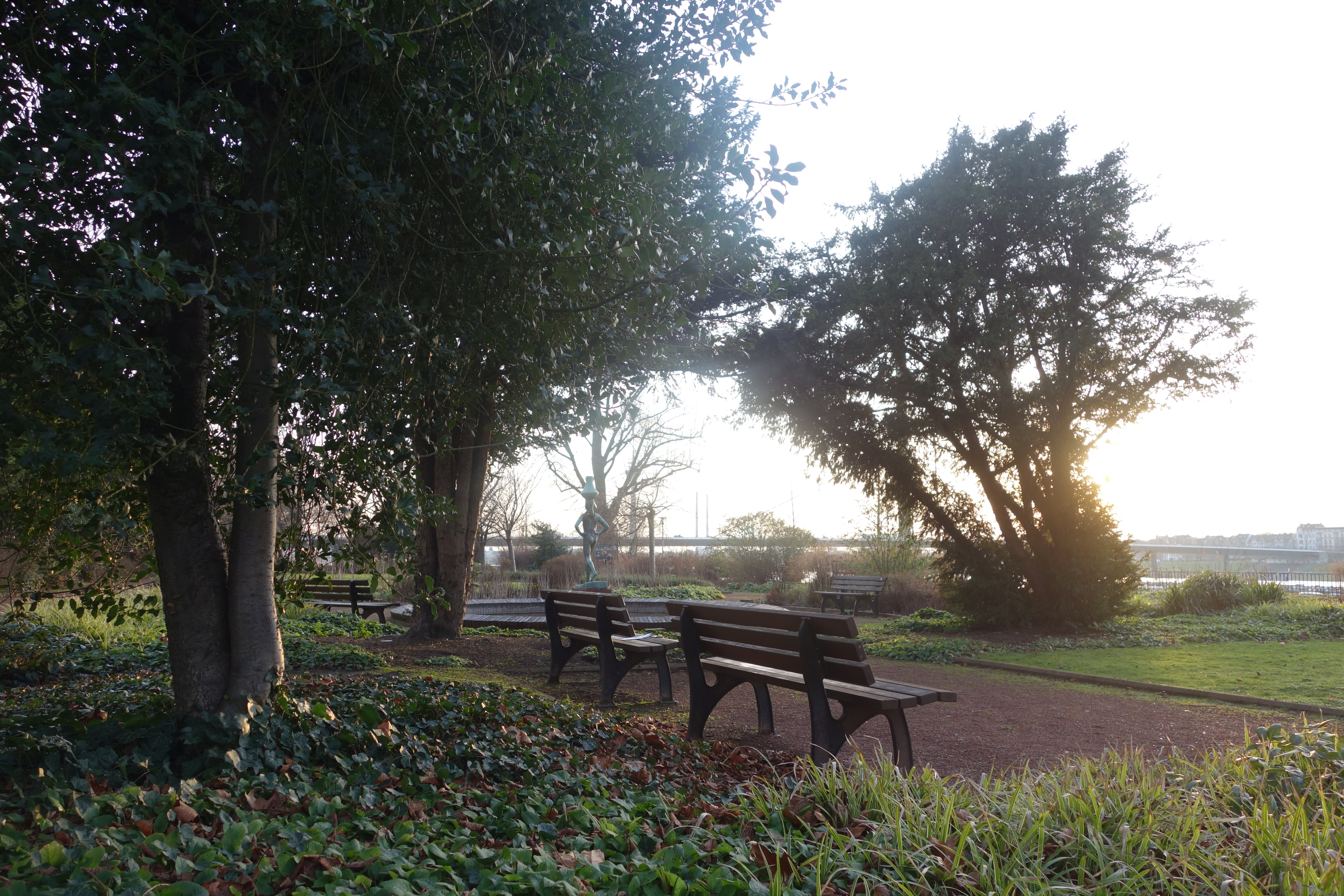
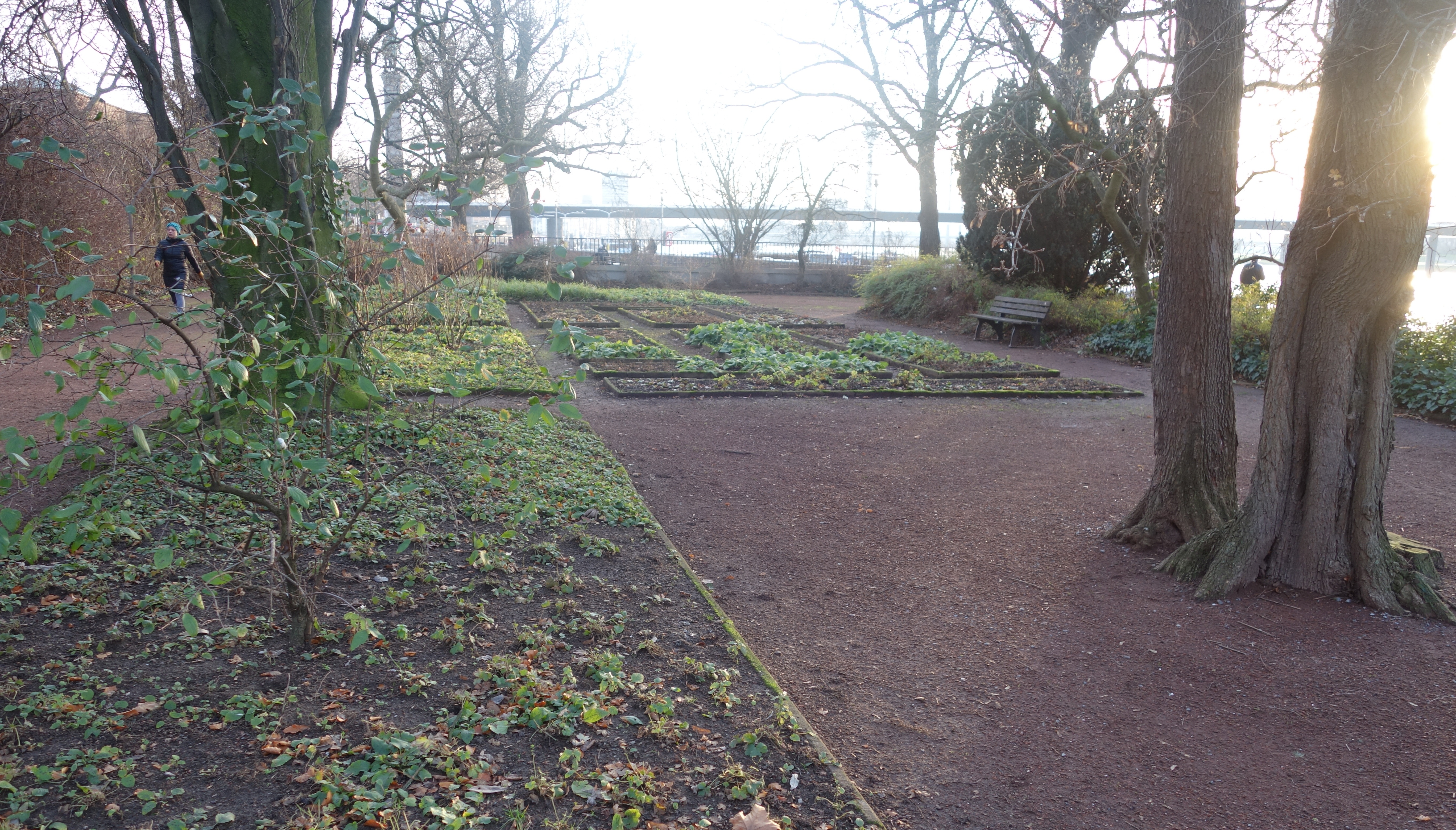